# アジア本格リーグ
アジア本格リーグ（アジアほんかくリーグ）は、講談社が2009年9月から2010年6月にかけて刊行した推理小説のシリーズ。アジア各地域の本格推理小説を翻訳・刊行した。全6巻。推理作家の島田荘司が選者を務めており、「島田荘司選 アジア本格リーグ」とも書かれる。
2009年9月、第1回配本として、台湾とタイの本格推理長編が刊行された。その後、同年11月に韓国と中国の作品、翌2010年3月にインドネシアの作品が刊行され、2010年6月、最終巻としてインドの作品が刊行された。
2010年2月、本格ミステリ作家クラブが主催する第10回本格ミステリ大賞で、出版企画「アジア本格リーグ」が評論・研究部門の候補となった。

## 刊行リスト
| # | 著者                                | タイトル        | 原題                       | 地域         | 原著刊行年 | 刊行年月   | 言語             | 訳者     |
| - | ----------------------------------- | --------------- | -------------------------- | ------------ | ---------- | ---------- | ---------------- | -------- |
| 1 | 藍霄                                | 錯誤配置        | 錯置體                     | 台湾         | 2004年     | 2009年9月  | 中国語（繁体字） | 玉田誠   |
| 2 | チャッタワーラック                  | 二つの時計の謎  | กาลมรณะ                    | タイ         | 2007年     | 2009年9月  | タイ語           | 宇戸清治 |
| 3 | 李垠                                | 美術館の鼠      | 미술관의 쥐                | 韓国         | 2007年     | 2009年11月 | 韓国語           | きむふな |
| 4 | 水天一色                            | 蝶の夢 乱神館記 | 乱神馆记系列之蝶梦         | 中国         | 2006年     | 2009年11月 | 中国語（簡体字） | 大澤理子 |
| 5 | S・マラ・Gd（エス・マラ・ゲーデー） | 殺意の架け橋    | Misteri Rubrik Kontak Hati | インドネシア | 1993年     | 2010年3月  | インドネシア語   | 柏村彰夫 |
| 6 | カルパナ・スワミナタン              | 第三面の殺人    | The Page 3 Murders         | インド       | 2006年     | 2010年6月  | 英語             | 波多野健 |